# Restauration de Tongzhi

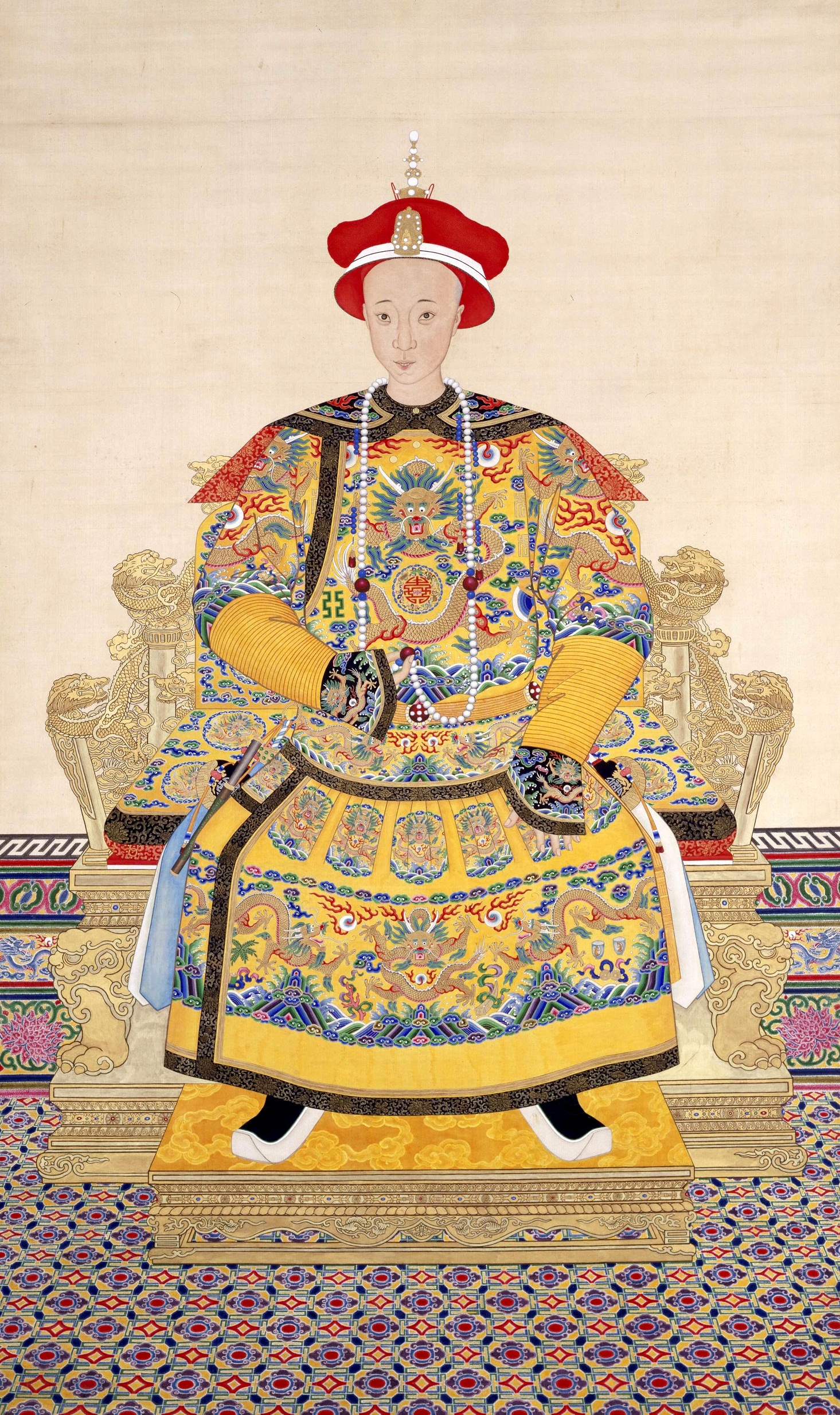
Portrait de l'empereur Tongzhi

La restauration de Tongzhi (chinois : 同光中兴[编辑 ; pinyin : Tóng Zhì Zhōngxīng) de 1860 à 1874, est une tentative de stopper le déclin de la dynastie Qing en Chine en restaurant l'ordre traditionnel. Les dures conséquences de la guerre de l'opium, des traités inégaux, et de la révolte des Taiping, persuadent les fonctionnaires Qing de la nécessité de renforcer la Chine. La restauration de Tongzhi est nommée d'après l'empereur Tongzhi (1861–1875), et est orchestrée par la mère du jeune empereur, l’impératrice douairière Cixi (1835–1908). La restauration, qui applique une « connaissance pratique » tout en réaffirmant l'ancienne mentalité, n'est en aucun cas un programme de modernisation. Les académiciens sont divisés sur la façon dont la restauration de Tongzhi aurait stoppé le déclin de la dynastie, ou tout simplement éviter sa chute brutale.
La restauration de Tongzhi est le résultat direct du mouvement d'auto-renforcement mené par Zeng Guofan (qui devint vice-roi) et Li Hongzhang dont le but est de revitaliser le gouvernement et d'améliorer les conditions culturelles et économiques en Chine. Plusieurs réformes sont mises en place comme le développement d'un ministère des Affaires étrangères pour négocier les affaires internationales, la restauration des armées régionales, la modernisation des chemins de fer, des usines, et des arsenaux, l'augmentation de la productivité industrielle et commerciale, et l'institution d'une période de paix qui permet à la Chine de se moderniser et de se développer.